# Chandalar (rivière)
Pour les articles homonymes, voir Chandalar.
La rivière Chandalar est une rivière d'Alaska aux États-Unis, de 160 kilomètres (99 mi) de long. Elle prend sa source dans la chaîne Brooks, et se jette dans le fleuve Yukon, à 80 kilomètres de Fort Yukon.
Le bras nord de la rivière commence près d'Atigun Pass dans la chaîne Brooks. La vallée du Chandalar, le long de la Dalton Highway est un lieu de passage de nombreux caribous en hiver.
Le bras est, le plus long, commence près des montagnes Romanzof, à l'est de la chaîne Brooks. De là, il traverse Arctic Village, rejoint le bras nord, et traverse Venetie avant de se jeter dans le fleuve Yukon.
Son débit record a été observé le 9 juin 1968, il était de 1 780 000 litres par seconde

## Affluents
- East Fork Chandalar – 175 miles (282 km)
  - North Fork East Fork – 54 miles (87 km)
  - Wind  – 80 miles (129 km)
  - Junjik – 65 miles (105 km)
- Middle Fork Chandalar – 102 miles (164 km)
- North Fork Chandalar – 104 miles (167 km)